# Saray Ramírez
Saray Ramírez Martínez. (n. 25 de junio de 1982). Cantante española, participante de Operación Triunfo en 2006, consiguió la 4ª posición en el concurso.

## Biografía
Saray Ramírez nació el 25 de junio de 1982, en Gran Canaria. Cuando cumplió los 13 años se mudó a Fuerteventura con su familia. Al acabar sus estudios de secundaria, decidió estudiar Derecho en Gran Canaria. Se presentó a un festival de Cadena Dial, y consideró empezar de cero pero en lo que realmente le llenaba. Se marchó de nuevo a Fuerteventura, y allí empezó a estudiar canto, piano y lenguaje musical en la Escuela Insular de Música. Mientras estudiaba música, fue realizando varios trabajos de cantante, en hoteles de cinco estrellas, en eventos locales, se unió a dos grupos (The Pointers y Garay), grabó maquetas sola y con amigos músicos, se presentó a múltiples cástines, participó en algunos festivales y tuvo un par de apariciones radiofónicas y televisivas. 
Hasta que un amigo suyo, Domingo (componente del grupo bomba), la apuntó en un casting del programa de TVE, Gente de Primera. Allí la llamaron para actuar en directo ante una gran audiencia. 
Demis Roussos fue el artista que la apadrinó, y al finalizar el programa, aunque no tuvo la suerte de ser seleccionada para la final, el destino le brindó la oportunidad de ir de gira internacional con este cantante. Desde esto, ha cantado en pubs, bares, fiestas, etc. y toda clase de cástines que haya llegado a sus oídos, aunque su mayor estabilidad la ha obtenido cantando en hoteles de cinco estrellas. 
En 2006, decidió presentarse a los casting de Operación Triunfo en Gran Canaria, y consiguió pasar. Luego hizo otros en Madrid y Barcelona, hasta que consiguió ser una de los 18 concursantes del programa, de entre 23.000 personas que se presentaron a los cástines. En la semifinal, no obtuvo el suficiente apoyo del público y se tuvo que batir en duelo con Leo. Éste ganó con un porcentaje del 54%, y Saray quedó en 4º posición.
Actualmente es una conocida escritora de libros de terror.

## Carrera musical
Saray debuta en el mercado discográfico con su primer álbum Into my Soul de estilo Soul y R&B.  El 16 de diciembre de 2008 sale a la venta dicho álbum primero en Canarias y más tarde (febrero de 2009) en el resto de España. En 2009 se embarca en serie de conciertos por España presentando temas del nuevo trabajo discográfico.

## Discografía
- 2009: Into my Soul
- 2014: "Eres tú" (con La Década Prodigiosa)